# 南通大学
南通大学，简称通大，是一所位于中华人民共和国江苏省南通市的公立大学，成立于2004年5月。南通大学是中华人民共和国交通运输部和江苏省人民政府共建的重点高校，江苏省十五所重点建设的综合性大学，中华人民共和国教育部“卓越医生教育培养计划”、“卓越教师培养计划”试点高校。南通大学拥有中国最早独立设置的高等医学院和纺织学院，被誉为“中国纺织工程师的摇篮”、“中国纺织黄埔军校”。历史学家、汉学家、哈佛大学教授费正清认为：“南通大学是近代中国私立科技大学的代表”。

## 历史沿革
南通大学起源于近代实业家、教育家张謇于1912年创办的私立南通医学专门学校和南通纺织专门学校。
私立南通医学专门学校是中国最早创办的高等医学院校之一，1927年南通医学专门学校改为私立南通医科大学。1928年南通的农、纺、医三所大学合并为私立南通大学，继而成为南通大学医科。1930年11月私立南通大学改为南通学院。1937年下半年爆发中国抗日战争，南通学院被迫停课。1938年8月南通学院迁至上海，农科、纺织科复课，医科与江苏省立医政学院合并建成国立江苏医学院。1957年，江苏医学院由镇江迁至南京，并更名为南京医学院，南京医学院之后发展出南京医科大学、南京中医药大学、扬州大学医学院、江苏大学医学院。同年7月，医学院迁往苏州，改名苏州医学院（今苏州大学医学院）。2000年2月起，南通医学院由隶属交通部划转江苏省人民政府管理，实行中央与地方共建，以地方为主的管理体制。
南通私立纺织专门学校，是中国第一所纺织高等院校。1927年改为南通纺织大学。1928年与医科、农科合并为私立南通大学。1930年改名为南通学院纺织科，1952年全国高等院校院系调整时，南通学院纺织科迁至上海并入华东纺织工学院东华大学。1977年12月经省人民政府同意复建，成立南京工学院（今东南大学）南通分院。1995年9月经国家教委批准，更名为南通工学院。
南通师范专科学校创建于1958年，南通师范学院是由原南通师范专科学校和南通教育学院于1999年3月经国家教育部批准合并组建的本科高等院校。
2004年5月，经中华人民共和国教育部批准，原南通医学院、南通工学院、南通师范学院合并组建南通大学。

## 大学简介
南通大学是江苏省人民政府和交通运输部共建的综合性大学，首批江苏高水平大学建设培育支持高校。在中国管理科学院《2019中国大学评价》中列第122位，ESI中国高校综合排名列第112位，位列艾瑞深校友会2019世界十大权威大学排名（中国大学）第100名。
一个多世纪以来，学校秉承“祈通中西，力求精进”的校训精神、“学必期于用，用必适于地”的办学理念、“道德优美，学术纯粹”的价值追求，锐意进取，砥砺前行，现已建设成为一所规模结构合理、学科门类齐全、教学质量优秀、办学效益明显的地方综合性大学。1977年恢复高考以来，共有3名本科毕业生入选两院院士，人数并列全国高校第35位。
学校现有4个校区，占地面积3700余亩，建筑面积近100万平方米，纸质图书约280万册。办有学术期刊5种，其中《南通大学学报》（社会科学版）为CSSCI来源期刊、全国中文核心期刊。
学校是全国精神文明建设先进单位，全国精神文明建设典型“莫文隋”精神的发源地，江苏省思想政治工作优秀单位，江苏省文明单位标兵，江苏省文明学校等。
中共南通大学第三次党代会确定了“8050”的奋斗目标：即到2023年，学校综合实力与核心竞争力跻身全国80强，建成特色鲜明的高水平大学；到2032年，即建校120周年时，综合实力和核心竞争力跻身全国50强，建成特色鲜明的国内一流大学。

## 学科设置
学校设有106个本科专业（2019年招生专业80个），涵盖文学、理学、工学、医学、艺术学、经济学、法学、教育学、历史学、管理学等10个学科门类。
学校设有20个学院、1个独立学院（杏林学院）、1家直属大型综合三级甲等医院（南通大学附属医院）和国际教育学院、继续教育学院。拥有基础医学、临床医学2个博士后流动站，基础医学、临床医学、信息与通信工程3个一级学科博士点，22个一级学科硕士点，10个硕士专业学位点。临床医学、神经科学与行为学、工程学等3个学科进入ESI学科全球排名前1%。拥有江苏省高校优势学科2个、江苏省重点学科8个、江苏省临床医学重点专科26个。

## 学科排名
2019年，在中国管理科学院《2019中国大学评价》中列第122位，ESI中国高校综合排名列第112位，位列艾瑞深校友会2019世界十大权威大学排名（中国大学）第100名。
临床医学、神经科学与行为学、工程学等3个学科进入ESI学科全球排名前1%。
2017年5月，根据汤森路透（英语：Thomson Reuters）ESI大学排名中国大学排名，南通大学排名118位。
2017年，根据上海软科教育信息咨询公司发布的2017年“中国最好学科排名”，排名榜单包括91个一级学科，共有453所高校的4756个学科点上榜。南通大学共有11个学科上榜，其中：
基础医学（全国排名第25）进入全国前25% ；
纺织科学与工程（全国排名第6）；
信息与通信工程（全国排名第66）；
公共卫生与预防医学（全国排名第36）；
临床医学（全国排名第42）；
药学（全国排名第50）；
教育学（全国排名第50）；
生物学（全国排名第72）；
中国语言文学（全国排名第77）；
控制科学与工程（全国排名第79）；
2016年11月，ESI大学排名数据显示，南通大学神经科学与行为学学科首次进入ESI全球排名前1%，列全球第789名，全国第19名。

## 师资与科研
学校现有教职工3152人，其中高级职称以上1549人，博士、硕士生导师1300余人。共有两院院士10人（含双聘院士9人），国家万人计划领军人才2人，国家“千人计划”专家2人，国家杰出青年科学基金获得者2人，国家优秀青年科学基金获得者1人，“百千万人才工程”国家级人选3人，中科院“百人计划”入选者2人，“973”项目首席科学家2人，国家重点研发计划项目首席科学家4人，奥运会冠军1人，江苏省“333”高层次人才第一层次1人，第二层次10人，江苏省特聘教授17人。
有全日制在校本科生近40000人（含杏林学院12000余人），研究生2700余人，留学生750余人。2007年以优秀成绩通过教育部本科教学工作水平评估，2017年高质量通过教育部本科教学工作审核评估。近年来，学校获国家级教学成果一、二等奖3项，形成了一批以国家特色专业、国家级教学团队、国家精品课程、国家精品资源共享课、国家精品教材、国家级实验教学示范中心、国家级虚拟仿真实验教学中心、江苏省品牌专业等为代表的优质教学资源。学校是全国普通高等学校毕业生就业工作先进集体、全国高等学校创业教育研究与实践先进单位，江苏省首批创新创业示范高校、江苏省首批教学工作先进高校。学生年均总就业率保持在98%以上。
学校拥有国家地方联合工程研究中心、教育部重点实验室、中石化重点实验室、省级重点实验室和工程中心、江苏高校协同创新中心、省高校哲学社会科学重点研究基地等一批高端科研平台。五年来，承担国家重点研发计划项目、国家“973”项目、国家自然科学和社会科学基金项目等近500项，获发明专利授权1056件，荣获国家技术发明奖、全国创新争先奖、何梁何利基金科学与技术进步奖、中华医学成果奖、省哲学社会科学优秀成果奖在内的一批高层次奖励，连续多年被评为江苏省科技工作先进高校。
学校广泛开展境外交流与合作，与美国、加拿大、英国、德国、法国、意大利、俄罗斯、澳大利亚、日本、韩国等国家和港澳台地区的102所高校和科研院所建立了友好合作关系，开展多个国际交流项目。

## 校训
祈通中西 力求精进

## 校区
现分四个校区，占地总面积3172亩，校舍总面积59.58万平方米。其中，啬园校区位于南通市新城区核心位置，占地2000亩，可通过南通轨道交通1号线南通大学站到达。

## 知名校友
- 陈翰珍，教育家，政治家。1921年在私立南通大学学习。
- 张孝若，教育家，政治家。1926年任私立南通大学校长，近代实业家、教育家张謇之子。
- 李石曾，中华民国时期教育家，故宫博物院创建人之一，国民党四大元老之一，私立南通大学首席校董。早年曾发起和组织赴法勤工俭学运动，为中法文化交流做出了很大贡献。
- 于右任，社会活动家、教育家、书法家。1928年9月，担任私立南通大学校董。中国近现代政治家、教育家、书法家。于右任早年是同盟会成员，长年在国民政府担任高级官员，同时也是中国近代书法家，是复旦大学、上海大学、国立西北农林专科学校（今西北农林科技大学)的创办人和复旦大学校董等。
- 李宗仁，国民革命军陆军一级上将，中国国民党“桂系”首领，中华民国首任副总统、代总统。他是北伐战争中有着重要影响的一位人物，北伐前致力两广统一，奠定北伐的基础，促成北伐。1928年，担任私立南通大学校董。
- 秦汾，数学家，著有《三角学》、《新中学代数学教科书》、《天文学之算术》。1928年，担任私立南通大学校董。
- 何玉书，1928年，担任私立南通大学校董。历任黄埔军校潮州分校政治部上校主任，民国江苏省政府农矿厅长、私立南通大学校董、中华民国立法院立法委员。
- 钱永铭，1925年钱永铭离开交通银行转任盐业银行、金城银行、中南银行、大陆银行四行储蓄会副主任及四行联合准备库主任。1928年9月，应张孝若之邀任私立南通大学校董。
- 许璇，近代农学家、农业教育家，中国农业经济学科之先驱。1898年戊戌变法失败，国事日非，愤而改习新学，清末留学日本，回国后执掌北京、浙江等高等农业院校，担任中华农学会会长。毕生为农业教育事业做出卓越贡献。1928年起，担任私立南通大学校董。
- 荣宗敬，中华人民共和国副主席荣毅仁之伯父，中国近代著名的民族资本家。1928年，任私立南通大学校董。早年经营过钱庄业，从1901年起，与荣德生等人先后在无锡、上海、汉口、济南等地创办保兴面粉厂，福兴面粉公司（一、二、三厂），申新纺织厂（一至九厂），被誉为中国的“面粉大王”、“棉纱大王”。
- 张敬礼，爱国民族实业家。1945年南通学院时任常务校董。
- 王志鹄，农学家、农业化学家、农业教育家。私立南通大学农科农学系毕业后，赴日本北海道帝国大学留学，之后转入意大利皇家大学农学院，1934年获农学博士学位。归国后，历任国立北平大学农学院农业化学系教授、国立西安临时大学农学院教授、国立西北农学院教授兼农业化学系主任、同济大学教授、国立中山大学教授兼农学院院长。
- 徐冠仁，中国科学院院士。1930年9月考入南通学院农科，1946年获得美国明尼苏达大学研究奖学金，赴美研究并攻读博士学位，并被接纳为美国Sigma XI科学荣誉学会会员，同时被留在明尼苏达大学农学及植物遗传学系，任研究员。
- 余松烈，中国工程院院士。中国小麦栽培学家、教育家，小麦栽培学的奠基人。1938年9月间进入南通学院农科读大学。
- 皇甫淳，1949年考入私立南通学院农科农学系，吉林农业大学教授、硕士生导师、长春市园艺学会理事长。曾任长春市第九、第十届人民代表。1992年被批准享受国务院特殊津贴。
- 傅道伸，纺织工程专家和教育家。1913年被选送私立南通纺织专门学校先入预科，两年后升入本科，1917年毕业于私立南通纺织专门学校，建国后任陕西省纺织工业局局长、陕西省政协副主席、中国纺织工程学会副理事长，1984年被聘为《中国大百科全书》纺织卷编委。
- 任理卿，纺织专家和纺织教育家。毕生致力于纺织教育和纺织科技事业，曾执教于南通学院、东北大学和西北工学院纺织系，培养出中国早期的一大批纺织高等专业人才，负责筹建原国立中央研究院棉纺织染实验馆和建国后纺织工业部纺织科学研究院，为中国纺织科研基地建设作出了贡献。
- 王勋，1937年毕业于私立南通大学化学系，获学士学位。历任鞍山钢铁公司副经理，冶金工业部设计司司长、规划院院长，北京钢铁学院兼职教授，中国金属学会第三届副理事长、第四届常务理事。东北工学院鞍山分院（今辽宁科技大学）院长。
- 陈维稷，教育家，社会活动家。1929-1931年任私立南通学院纺织科染化系主任、教务主任兼教授，中国现代纺织科学技术奠基人、教育家和社会活动家。建国后任纺织工业部副部达33年之久。
- 陈义汉，中国科学院院士，医学家。1987年毕业于南通大学医学院。2015年12月7日，当选中国科学院生命科学和医学学部院士。九三学社第十四届中央委员会委员。
- 段树民，中国科学院院士，第三世界科学院院士，神经生物学家。1985年获南通医学院硕士学位，2007年当选为中国科学院院士，2008年当选为第三世界科学院院士。
- 周尧，圣马利诺共和国国际科学院院士，昆虫学家。1934年在南通大学农学院学习，九三学社中央参议委员会委员、政协第六届、第七届委员会委员。
- 梅自强，中国工程院院士，纺织工程专家。1951年毕业于南通学院，1995年当选为中国工程院院士。中国高产梳棉理论和实践的创始人和学科带头人。80年代牵头组织研制成功“条干均匀度仪”，达到国际先进水平。
- 姚穆，中国工程院院士，纺织材料专家。1948年考取私立南通学院纺织科纺织工程系，获国家科技进步一等奖、三等奖各一项，省部级奖多项。2001年当选为中国工程院院士。
- 保铮，中国科学院院士，电子学家。1948年考入南通学院纺科，长期从事雷达系统和信号处理的教学和研究工作，1984年获“国家级有突出贡献的中青年专家”称号。1991年当选为中国科学院学部委员（院士）。
- 顾晓松，中国工程院院士，神经生物学家。1977-1980年，本科就读于南通医学院（今南通大学医学院）临床医学系临床医学专业。2014年，荣获何梁何利科学与技术进步奖。2015年，当选为中国工程院医药学部院士。
- 樊嘉，中国科学院院士，肿瘤学家。1983年获南通医学院（现南通大学医学院）学士学位。现任复旦大学附属中山医院院长、肝外科主任、复旦大学器官移植中心副主任、复旦大学上海医学院肿瘤学系副主任、上海市肝肿瘤临床医学中心副主任。2016年10月获2016年何梁何利基金科学与技术进步奖。2017年11月，当选中国科学院院士。
- 朱远源，基因合成学家，中国“千人计划”特聘专家。1993年获得日本名古屋大学生物医学博士学位，并进行博士后科研。80年代初在南通大学获医学学士、硕士学位，现任南通大学小核酸技术与应用研究所所长，中国药科大学客座教授，百奥迈科生物技术有限公司创始人，董事长。曾任职于美国科隆达生物技术实验室（Clontech Lab），历任研究员、研究室主任、美国乔治亚大学生物技术顾问，发明了全长基因合成技术，有美国硅谷20余年生物制药行业研发管理经验。
- 管又飞，教育部长江学者特聘教授，国家杰出青年基金获得者，科技部“脂肪肝及高脂血症防治研究”973项目首席科学家，历任美国Vanderbilt University医学中心肾脏病系及糖尿病中心助理教授，北京大学医学部生理学及病理生理学系教授、系主任，北京大学糖尿病研究中心共同主任，北京大学基础医学院副院长，深圳大学医学部主任。管教授1986年毕业于江苏南通医学院医学系，获学士学位，1986年9月至1991年8月担任江苏南通医学院附属医院住院医师、助教；1989年毕业于南通医学院附属医院，获肾脏内科医学硕士学位。
- 荀鹏程，美国印第安纳大学助理科学家。1998年获得南通大学医学院学士学位。
- 范莉馨，中国教育家。2023年获得南通大学教育学院学士学位。长期为中国教育事业作出贡献。